# Dragende muur
Een dragende muur is een muur die het gewicht van de bovenliggende constructie bij een gebouw draagt en de krachten overbrengt op de fundering. Dergelijke muren mogen niet verwijderd worden bij verbouwingen zonder dat de dragende functie door een ander constructie-element, bijvoorbeeld een balk, wordt overgenomen. Een wand of muur die geen krachten overbrengt wordt een scheidingswand genoemd en heeft louter het doel in gebouwen vertrekken of ruimtes af te scheiden.